# 루이스 (포르투갈)
루이스 1세 드 포르투갈(포르투갈어: Luis I de Portugal, 1838년 10월 31일 ~ 1889년 10월 19일)는 포르투갈 왕국의 국왕(재위: 1861년 11월 11일 ~ 1889년 10월 19일)이다.

## 생애
루이스 1세는 1838년에 마리아 2세와 페르난두 2세의 차남으로 태어났으며 1853년에 어머니였던 마리아 2세의 죽음을 목격했다. 1861년 11월 11일에 자신의 형이었던 페드루 5세의 죽음으로 인해 왕위에 올랐다.
루이스 1세는 생전에 스스로 포르투갈어로 시를 썼던 문화인이었으나 정치 분야에서는 탁월한 재능을 보이지 못했다. 그의 치세 기간 동안에 포르투갈 정부는 공화파와 왕당파 사이에 흔들렸기 때문에 효과적인 정책을 실시하지 못했다. 프로이센-프랑스 전쟁에서는 스페인의 왕위 계승 문제에 대한 관심을 가졌음에도 불구하고 교육·정치·과학 기술·경제 등에서는 정체되어 있었고 포르투갈은 다른 서유럽 국가들에 비해 더욱 쇠퇴하게 되었다.
식민지 정책에서는 1875년에 모잠비크에 위치한 마푸투만 지역이 포르투갈의 식민지로 인정되었다. 1880년대에는 포르투갈의 식민지였던 앙골라, 모잠비크 사이의 지역을 차지하려고 했으나 1885년에 벨기에가 콩고 자유국을 차지하면서 실패했다. 여기에 1890년에는 잠비아, 짐바브웨, 말라위를 식민 지배하고 있던 영국으로부터 받은 최후통첩을 계기로 포르투갈은 해당 지역을 식민 지배하려던 계획을 철회했다.
루이스 1세는 과학, 특히 해양학에 강한 흥미를 보였다. 세계 각지의 해양 표본을 모으기 위한 조사선에 대량의 자금을 투입했고 리스본에는 세계 최초의 수족관인 바스쿠 다 가마 수족관을 리스본에 세웠다. 이 수족관에는 길이가 10m에 달하는 오징어를 비롯한 많은 해양 생물을 사육하고 있다.

## 자녀
루이스 1세는 사보이의 국왕 비토리오 에마누엘레 2세의 딸인 마리아 피아 디 사보이아 왕녀와 결혼해 아들 카를루스 1세와 아폰수를 낳았다.
| 사진 | 이름         | 생일            | 사망                  | 기타         |
| ---- | ------------ | --------------- | --------------------- | ------------ |
|      | 카를루스 1세 | 1863년 9월 28일 | 1908년 2월 1일(44세)  | 슬하 2남 1녀 |
|      | 아폰수       | 1865년 7월 31일 | 1920년 2월 21일(54세) | 자녀 없음.   |

## 사진

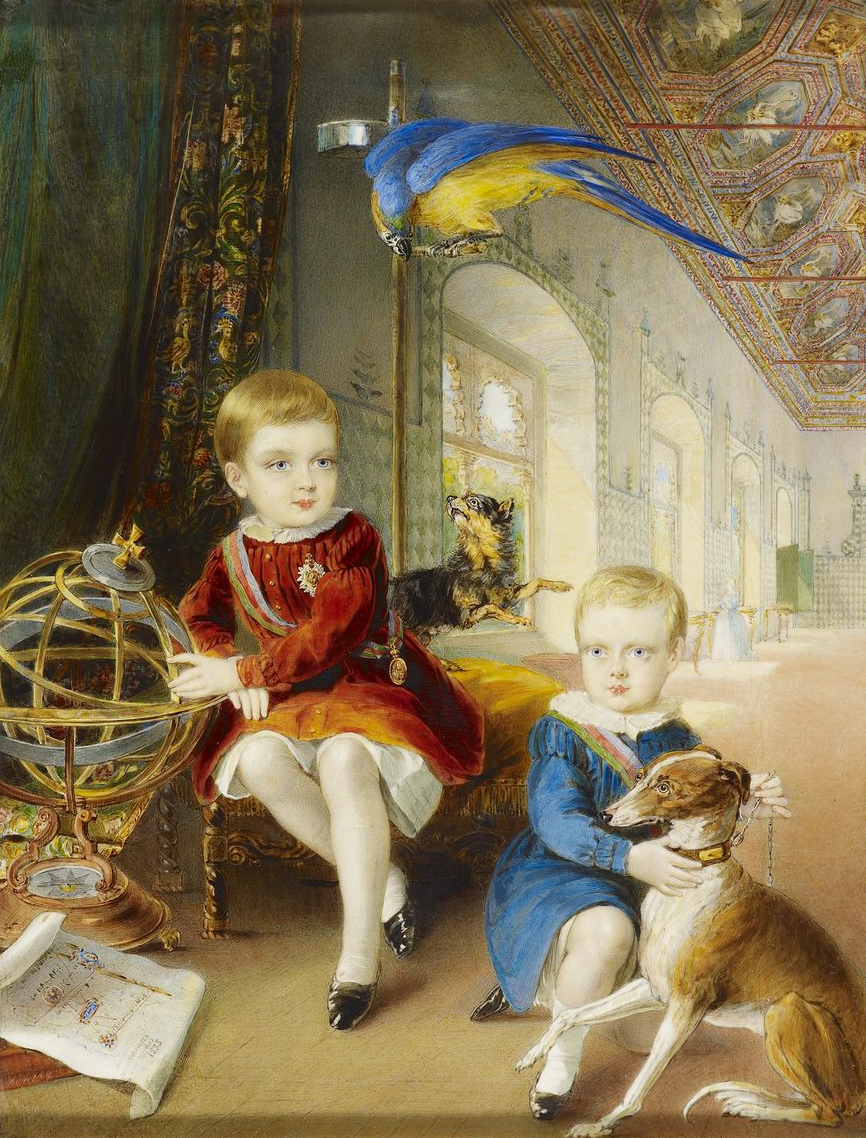
루이스 1세와 그의 형 페드루 5세 (1843년 그림)
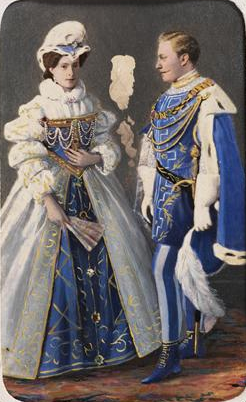
왕비 마리아 피아 디 사보이아 왕녀와의 결혼식 (1865년)